# Crise politique équatorienne de 2010
Une crise politique en Équateur éclate le 30 septembre 2010, lorsque des éléments de la police nationale équatorienne et des forces armées équatoriennes appellent à une grève nationale, pour s'opposer à une loi votée la veille qui prévoit la suppression de certaines primes, gratifications et prébendes dont bénéficient militaires et policiers, ainsi qu'une augmentation générale des salaires, en particulier pour les hommes du rang.

## Déroulement
En 2008, le président Rafael Correa avait déjà forcé à la démission le chef du renseignement militaire et d'autres officiers importants de l'armée, les accusant de faire preuve de davantage de loyauté envers les États-Unis que l'Équateur.
La crise politique commence lorsque les mutins bloquent les routes principales de la capitale, Quito, et l'aéroport international Mariscal Sucre. Les mutins s'emparent également du Parlement dans la journée du 30 septembre. Se rendant immédiatement dans la caserne du régiment no 1 de Quito, occupée par les rebelles, Rafael Correa doit la quitter sous les insultes et les gaz lacrymogènes, avant d'avoir pu dialoguer. Il lance toutefois aux rebelles : « Messieurs, si vous voulez tuer le président, il est là ! Tuez-moi si vous en avez envie, tuez-moi si vous en avez le courage, au lieu de rester au milieu de la foule, lâchement cachés ! ». Après avoir été attaqué par la police, le président Correa est transporté à l'hôpital, où il est retenu plusieurs heures par les rebelles. Le ministre des Affaires étrangères Ricardo Patiño et le maire de Quito Augusto Barrera appellent la population, rassemblée en masse devant le palais présidentiel, à se rendre à l’hôpital militaire, « de façon tranquille et pacifique », pour en sortir Rafael Correa. Les policiers répriment les partisans du président en tentant de les empêcher d’approcher, faisant un mort et une centaine de blessés. Les forces armées conduisent finalement dans la soirée une opération de sauvetage. L'opération de sauvetage est diffusée en direct à la télévision d'État,,. Il déclare par la suite l'état d'urgence, accusant l'opposition d'être à l'origine de cette rébellion, qualifiée de « putsch ». Tandis que Lourdes Tibán soutient les policiers et militaires séditieux, précisant « C’est l’heure ! », le chef du bloc Pachakutik à l’Assemblée nationale, Cléver Jiménez, appelle « le mouvement indigène et les mouvements sociaux à constituer un seul front national pour exiger le départ du président Correa ».
Des combats opposent dans les rues de la capitale les mutins à environ 500 soldats, restés fidèles au président. Une fois la rébellion réprimée, Rafael Correa est reconduit au palais présidentiel où il tient un « discours enflammé » afin de remercier les forces armées et le public qui l'ont soutenu,. Il remercie également l'UNASUR et les autres pays d'Amérique latine qui l'ont soutenu lors de la tentative de putsch.

## Suites et conséquences
Le jour suivant, 1er octobre, la situation revient à la normale dans l'ensemble du pays. Rafael Correa décrège un deuil national de trois jours en commémoration, l'état d'urgence étant levé le 5 octobre. Le gouvernement équatorien publie également un bilan humain sur les événements du 30 septembre s'établissant à 5 morts et 193 blessés. Un nouveau bilan publié le 2 octobre fait état de 10 morts (5 civils, 3 soldats et 2 policiers) et de 274 blessés dans les affrontements.
Rafael Correa critique également les mutins : « Comment peuvent-ils se dire être de la police après avoir agi comme cela contre le peuple ? » Il déclara qu'il n'y aurait pas de négociations et d'immunité pour les organisateurs du « coup d'État ». Il termine son discours en déclarant : « l'Histoire les jugera » et « Avec du courage, nous ferons en sorte que la révolution de nos citoyens ne sera arrêtée par rien. Jusqu'à la victoire, toujours ! »
Certains observateurs relativisent toutefois ces accusations de coup d'État, tandis que Página/12, le quotidien argentin de gauche, titre le 6 octobre : « Sans aucun doute il s'agissait d'une tentative putschiste ». Le Washington Office on Latin America, un laboratoire d'idées libéral, déclare pour sa part que s'il s'agit d'un coup d'État, celui-ci a fait preuve d'un « amateurisme » certain. Jaime Nebot, maire de Guayaquil et l'adversaire le plus important de Correa, l'aurait publiquement soutenu pendant la crise, de même que le commandant des forces armées, Ernesto Gonzalez.
Le 5 octobre, le gouvernement annonce l'augmentation du salaire de la police et des forces armées (le salaire d'un policier équatorien étant estimé à 700 dollars par mois). La loi votée le 29 septembre 2010 n'est pas promulguée[réf. nécessaire]. Le ministre de la Défense, Javier Ponce, déclare que cette augmentation salariale était prévue bien avant la mutinerie mais n'avait pas encore été appliquée. Par ailleurs, le général Freddy Martinez, chef de la police nationale, démissionne, se déclarant humilié par l'insubordination de ses troupes, et est remplacé par le général Patricio Franco, chargé de réformer la police.

## Origines
Des rapports présument que Lucio Gutiérrez, ancien président du pays, destitué par le Parlement en 2005, et l'un des dirigeants du Parti société patriotique 21 janvier (principal parti d'opposition à Correa), serait à l'origine de la tentative de putsch. Toutefois, aucune preuve formelle ne confirme ces rapports.
Celui-ci, depuis le Brésil, appelle à la dissolution de l’Assemblée et à l'organisation d'une élection présidentielle anticipée. Il explique que « Dieu fasse que cela ne soit pas vrai, mais m'arrivent des messages m'informant que Correa appelle ses forces de choc, constituées, à la base, par des Vénézuéliens et des Cubains, à sortir pour l'appuyer et affronter les gens qui sont contre lui », avant d'ajouter : « Je crois que la tyrannie de Correa touche à sa fin ».
Le 5 octobre 2010, Fidel Araujo, un proche collaborateur de Lucio Gutiérrez, est interrogé pour son rôle dans cette mutinerie, du fait que la télévision d'État l'a montré dans les premières heures de la grève parmi les mutins. Le ministre de l'Intérieur, Gustavo Jalkh, a annoncé également l'arrestation de 46 officiers de police soupçonnés d'avoir participé à la mutinerie.

## Réactions internationales

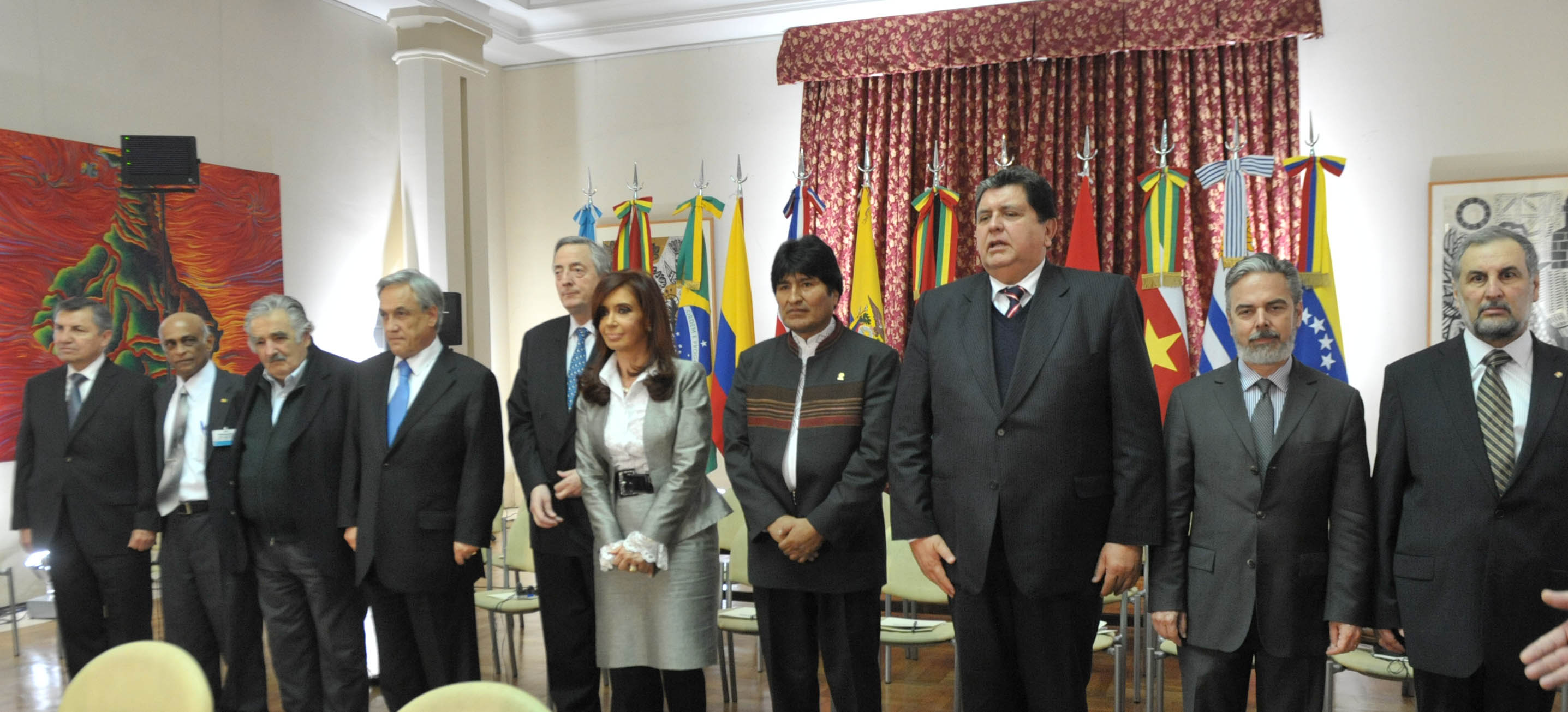
Les présidents de l'UNASUR durant une réunion extraordinaire à Buenos Aires pour discuter de la situation en Équateur. Juan Manuel Santos (Colombie) et Hugo Chávez (Venezuela) arrivèrent à cette réunion quelques heures plus tard.

La tentative de putsch a largement été condamnée par l'ensemble des pays d'Amérique latine, par les États-Unis mais aussi par l'UNASUR (Union des nations sud-américaines), l'OEA (Organisation des États américains) ainsi que par l'ONU.
- Argentine : le ministre des Affaires étrangères de l'Argentine, Hector Timerman, annonce que l'UNASUR ne tolèrera pas un coup d'État en Équateur. Il apporte également son total soutien à Rafael Correa.
- Bolivie : le président bolivien Evo Morales accuse les États-Unis d'être derrière cette tentative de coup d'État : « Le Département d'État des États-Unis accuse les présidents comme le vénézuélien Hugo Chávez, comme moi-même en Bolivie, ou comme Rafael Correa d'être des dictateurs totalitaires et autoritaires. Mais c'est depuis là-bas, depuis le Département d'État des États-Unis, que se fomentent des coups d'État[26]. »
- Colombie : l'ambassadrice colombienne à l'ONU, María Ángela Holguín, a annoncé la fermeture de ses frontières ainsi que le commerce avec l'Équateur. Elle exprime également « soutien inconditionnel » au président Correa[27].
- Costa Rica : la présidente Laura Chinchilla a dénoncé la tentative de coup d'État et a annoncé son soutien au gouvernement légitime de Rafael Correa.
- Chili : le président Sebastián Piñera, qui a été en communication directe avec Rafael Correa lors de sa détention à l'hôpital, a exprimé le soutien du gouvernement chilien[28].
- Salvador : le ministère des Affaires étrangères salvadorien a déclaré sa consternation face aux événements.
- Espagne : le ministre des Affaires étrangères et de la Coopération, Miguel Ángel Moratinos, a fermement condamné toute tentative de coup d'État, annonçant son soutien au gouvernement légitime[29],[30].
- États-Unis : la secrétaire d'État Hillary Clinton a exprimé son soutien pour le président Correa : « Nous soutenons le gouvernement démocratique de Rafael Correa[31]. »
- Mexique : le président Felipe Calderón a exprimé via un communiqué de presse son total soutien au président Correa et aux institutions démocratiques de l'Équateur[32].
- Nicaragua : le président Daniel Ortega a dénoncé cet événement comme étant une tentative de coup d'État[33].
- Pérou : le président Alan García a annoncé la fermeture des frontières avec l'Équateur jusqu'à ce que Correa retrouve sa pleine autorité.
- Venezuela : le président Hugo Chávez a condamné la tentative de coup d'État[34]. Il accuse par ailleurs les États-Unis d'être à l'origine de cette tentative de putsch[26].
- Uruguay : le ministère des Affaires étrangères de l'Uruguay a publié une déclaration condamnant « l'attaque contre le président légitime Rafael Correa » et a offert un fort soutien pour le gouvernement constitutionnel[35].